# Zichy Karolina
Zicsi és vázsonykői gróf Zichy Karolina Leopoldina (Pozsony, 1818. november 8. – Budapest, 1903. január 30.) gróf nagykárolyi Károlyi György politikusnak a felesége. 
„A család legerőteljesebb egyénisége apai nagyanyám, Zichy Karolina grófnő volt” – írta róla visszaemlékezéseiben Károlyi Mihály, Magyarország egykori miniszterelnöke. „Mély sebet hordott szívében, az táplálta egy életen át tartó gyűlöletét Ferenc József császár iránt. Sógorát, gróf Batthyány Lajost, az első alkotmányos magyar miniszterelnököt gyászolta, akit a császár kivégeztetett. (…) Igaz-e, hogy Karolin nagyanyám Batthyány koporsója fölött azt a híres átkot szórta a Habsburgokra? A sok sorscsapás után, amely a Habsburgokat érte, Rudolf trónörökös mayerlingi öngyilkossága és Erzsébet királyné meggyilkolása után nagyanyám zord hallgatásba burkolózott. Sokszor kértük, írja meg emlékiratait, de mindig azt felelte, hogy nem teszi, mert az igazat nem írhatja meg, hazudni pedig nem fog.”

## Élete
Az ősrégi római katolikus főnemesi zicsi és vázsonykői gróf Zichy családnak a sarja. Szülei zicsi és vázsonykői gróf Zichy Károly (1785–1876), császári és királyi kamarás, földbirtokos és németújvári gróf Batthyány Antónia (1789–1825) voltak. Apai nagyszülei gróf Zichy Ferenc (1749–1812) földbirtokos és gróf Maria Anna von Kolowrat-Krakowsky (1753–1805) voltak. Anyai nagyszülei gróf németújvári Batthyány János Nepomuk (1745–1831), földbirtokos, és gróf Maria Johanna Antonia zu Herberstein (1766–1838) voltak. 
Keresztszülei Knapich János királyi kamarás és Kvaszenits Anna Mária voltak. Karolina grófnő, a reformkor meghatározó nőalakja szépségével és intelligenciájával sokakat lenyűgözött. Hatása alól a korszak nagy magyar politikusai sem vonhatták ki magukat. Báját a társasági életben is felhasználta. Nővére, Zichy Antónia Batthyány Lajos felesége volt. Batthyány 1848–1849-es személyes levelezése több helyen arra utal, hogy a miniszterelnököt gyengéd szálak fűzték sógornőjéhez.
Kettejük romantikus kapcsolatából még egy gyermek is született, aki a Károlyi Pálma nevet kapta. Karolinának addigra már öt fia volt, akik valóban férje gyermekei voltak, aki bár tudatában lehetett a nő félrelépéseinek, házasságuk felbontása túlságosan körülményes lett volna. A korban azt is tartották, hogy az arisztokrata házasság mindent megenged, ha már született kellő számú fiú utód. Csupán a vagyon és a jólét fenntartását kérte cserébe. Férjéhez mélyebb érzelmek nemigen köthették, bár az asszony támogatását élvezte politikai karrierje során.
Karolina hatása alá került Széchenyi István is, aki megrémült a nő vonzerejétől, a szabadságharc bukása után az asszony pedig Klapka Györgyöt követte az emigrációba, és csakúgy, mint Batthyány Lajosnak, gyermeket szült neki.

Még a romantikus lelkű Petőfi Sándort is ámulatba ejtette a Zichy nővérek szépsége és személyisége. 1844-ben egy versben fogalmazta meg gondolatait a két nőről.
„Láttátok-e a két tündérvirágot,
Borús hazánknak két sarkcsillagát?
Evezhetsz bátran nemzetem hajója,
Nem veszthet az célt, aki ilyet lát.
…
S hallottam édes ajkaik zenéjét,
Hallottam őket halkan mondani,
Mit tetteik rég fennszóval beszélnek,
Hogy ők a honnak hű leányai."
A Zichy nővérek nagy szerepet játszottak a magyar történelemben a 19. században. Náluk befolyásosabb nő aligha lehetett akkoriban az országban, és ezt ki is használták, hogy ott ahol a politika csődöt mondott, asszonyi kreativitással segítsenek hazájukon.

## Házassága és gyermekei
1836. május 26-án Pozsonyban feleségül ment gróf Károlyi Györgyhöz. Kapcsolatukból öt gyermek született:
- Gyula Károly György Tranquillin (Pest, 1837. május 7. – Budapest, 1890. november 11.), első felesége gróf nagykárolyi Károlyi Georgine, második felesége gróf erdődi Pálffy Geraldine
- Viktor (Pest, 1839. február 17. – Csurgó, 1888. január 4.), felesége báró orci Orczy Irma
- Gábor (1841. november 19. – 1895. augusztus 31.), felesége Major Amélie
- Tibor János Nepomucen Jusztin (Pozsony, 1843. szeptember 26. – Abbázia, 1904. április 5.), felesége gróf Emma von Degenfeld–Schönburg
- István (Pest, 1845. február 3. – Nagykároly, 1907. július 31.), felesége gróf zsombolyai és janovai Csekonics Margit
- Pálma Teréz (Bergamo, 1847. március 28. – Budapest, 1919. április 14.), férje gróf cserneki és tarkői Dessewffy Aurél (író). Az ő édesapja Batthyány Lajos kivégzett miniszterelnök volt.

## Származása
A Zichy család gazdag, nagy befolyású főúri család volt. Zichy Karolina anyja, Batthyány Antónia a sógorával és szeretőjével unokatestvérek voltak. Édesapja, gróf Zichy Károly Vas vármegye főispánhelyettese és császári-királyi kamarás volt. Pozsonyban és a Dunántúlon is voltak nagy birtokai a családnak. Sokat jótékonykodtak; betegeket, szegényeket támogattak, korabeli liberálisok voltak, bevezették birtokaikon a magyar ügyintézést, és magyar iskolát is alapítottak, ami akkoriban igen nagy szó volt. A szülők nemzeti öntudatra, segítőkészségre és mély vallásosságra nevelték hét gyermeküket. 1825-ben, hétéves korában Karolina elveszítette édesanyját.

## Zichy Karolina és a divat

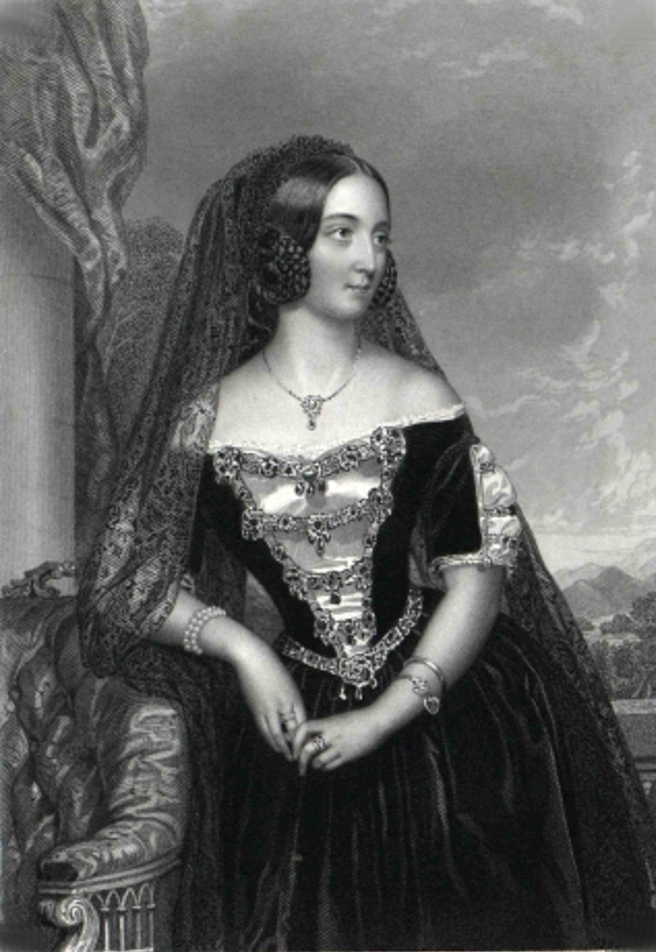
Zichy Antónia, Karolina nővére (Barabás Miklós rajza)

Korabeli írások tanúsítják, hogy a Zichy nővérek, az ország legnépszerűbb arisztokrata hölgyei voltak. Ők viseltek először hazai gyártású anyagból ruhákat az estélyeken, ezzel teremtve meg a honi viselet divatját az arisztokrácia körében. Lelkes hívei voltak a Védegylet mozgalomnak, amely a külföldi áruk bojkottálását, és csak hazai áruk fogyasztását szorgalmazta. Általuk került divatba a honi ruházat a külföldi divatos öltözékek helyett. Ez egyet jelentett a magyaros hímzett minták, az asszonyoknál a kötényszerű lepel, a mente, a dolmány, a sujtásos cifra díszítések hagyományának feléledésével. Persze a hölgyek ettől függetlenül nem hagytak fel a fűzők és abroncsos ruhák viselésével. Zichy Karolina szépségét gyakran hangsúlyozta különböző díszekkel. Ám sminket, púdert és különböző arckrémeket valószínűleg nem használt, hiszen ez nem volt illő egy „tisztességes” hölgyhöz.

## Zichy Karolina a Károlyi-kastélyban
Zichy Karolina férje, Károlyi György, a nagy hírű Károlyi család tagjaként birtokában tudta a családi kastélyt Nagykárolyban. A család ősi birtokközpontjában található kastély funkciója az évszázadok folyamán többször változott, a funkcióváltás pedig maga után vonta az épület külső és belső átalakítását. Károlyi György és felesége 1845-ben az akkori módi szerint alakították a kastély enteriőrjét.
Károlyi a bútorokat Pesten csináltatta, valószínűleg az akkori romantikus vagy biedermeier stílusban. A gróf és grófnő úgy rendezkedtek be, hogy mindketten külön lakosztállyal rendelkezzenek. A gróf lakosztálya a földszinten, a grófnőé az emeleten volt. Az intim szféra két legfontosabb helyisége a hálószoba, és az azt kiegészítő öltözőszoba. Ezekbe a helyiségekbe a grófnő személyes szolgálatát ellátó személyzeten kívül más nem léphetett be. Minden helyiségben teveszőrből készült csengettyűhúzó volt, amelynek segítségével a grófnő jelezhetett, ha szüksége volt a szobalány szolgálatára. Az egyik személyzeti lépcső a grófnő öltözőszobájából vezetett le a földszintre. A háló- és öltözőszobák berendezése egyszerű volt, de lakói kényelemszeretetéről és ízléséről árulkodott. A grófnő hálószobájának berendezését egy mahagóni fából készült pipereszekrény tette teljessé, az öltözőszobában volt egy meleg vizet biztosító, rézcsappal ellátott cintartály is.
Kitűnően zongorázott, leánykorában, Párizsban Frederic Chopin volt a mestere. Ezért egy mahagónifából készült zongora is helyet kapott a nappaliban.

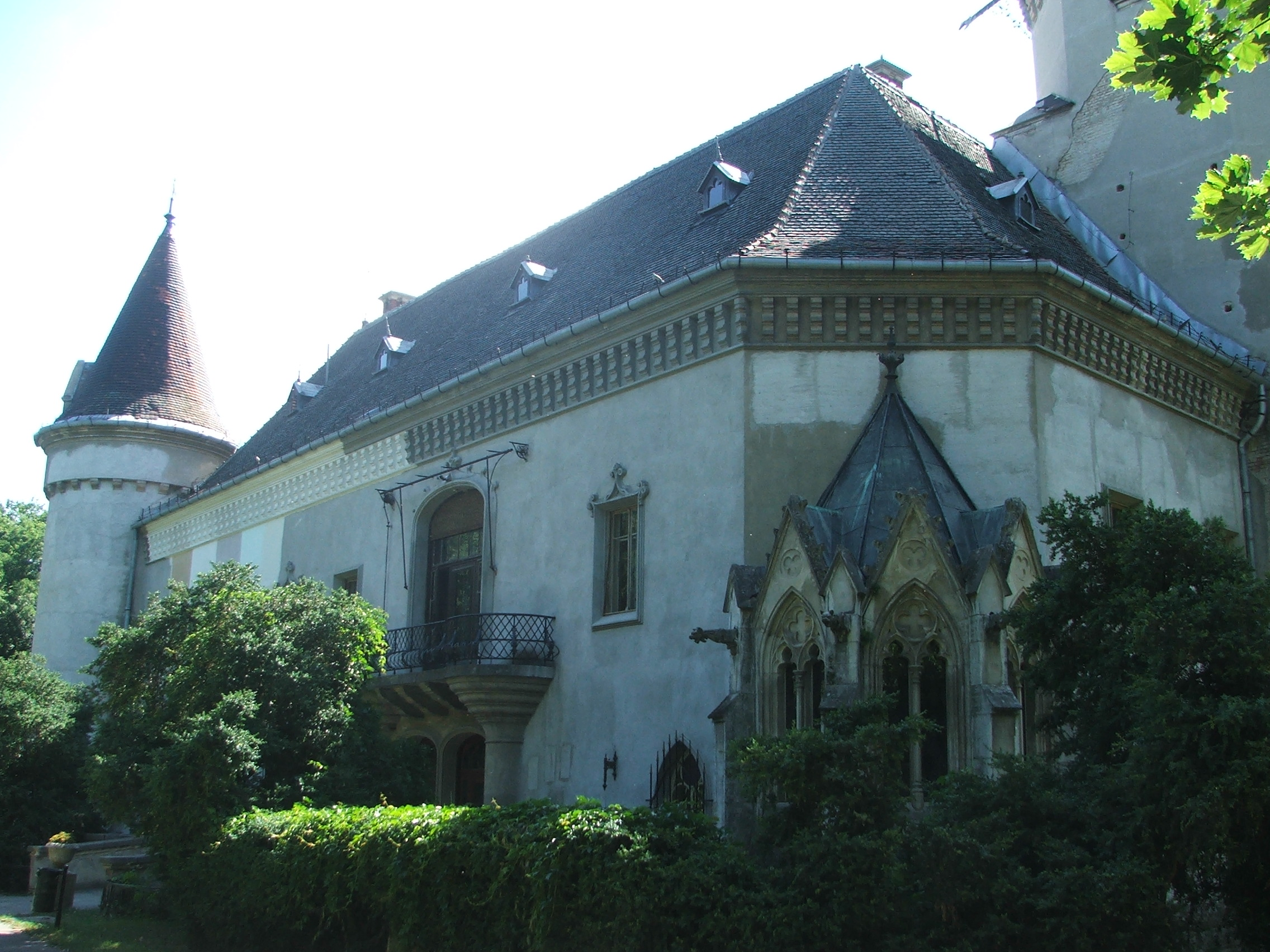
Károlyi-kastély (Nagykároly)

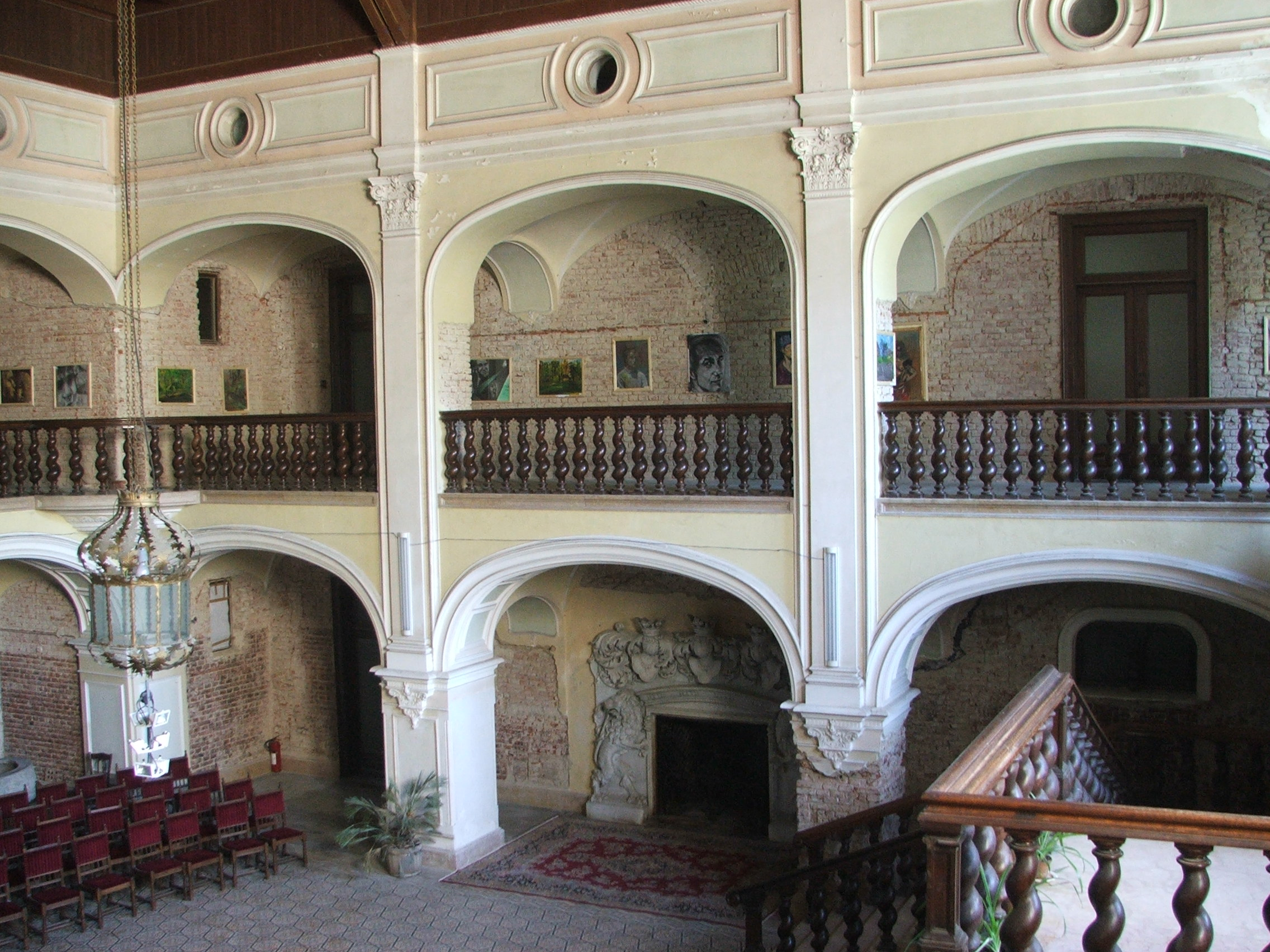
A kastély aulája